# Гидроксид уранила
Гидроксид уранила — неорганическое соединение, гидроксид уранила с формулой UO2(OH)2 (урановая кислота H2UO4), тёмно-красные кристаллы или жёлтое аморфное вещество, нерастворимое в воде, образует кристаллогидрат.

## Получение
- Растворение в кипящей воде оксида урана(VI)

{\displaystyle {\mathsf {UO_{3}+H_{2}O\ {\xrightarrow {100^{o}C}}\ UO_{2}(OH)_{2}\downarrow }}}
- Разложение нитрата уранила этанолом:

{\displaystyle {\mathsf {UO_{2}(NO_{3})_{2}\cdot 6H_{2}O\ {\xrightarrow {50-60^{o}C,C_{2}H_{5}OH}}\ UO_{2}(OH)_{2}\downarrow +2HNO_{3}+4H_{2}O}}}
- Разложение разбавленным раствором NaOH фторида урана(VI):

{\displaystyle {\mathsf {UF_{6}+6NaOH\ {\xrightarrow {}}\ UO_{2}(OH)_{2}\downarrow +6NaF+2H_{2}O}}}

## Физические свойства
Гидроксид уранила образует жёлтое аморфное вещество или тёмно-красные кристаллы нескольких модификаций:
- α-UO2(OH)2 — ромбическая сингония, пространственная группа C 2cb, параметры ячейки a = 0,4242 нм, b = 1,0302 нм, c = 0,6868 нм.

Образует кристаллогидрат состава UO2(OH)2•H2O.
Не растворяется в воде, р ПР = 14,70.

## Химические свойства
- Безводное основание получают сушкой кристаллогидрата:

{\displaystyle {\mathsf {UO_{2}(OH)_{2}\cdot H_{2}O\ {\xrightarrow {100^{o}C}}\ UO_{2}(OH)_{2}+H_{2}O}}}
- Разлагается при нагревании:

{\displaystyle {\mathsf {UO_{2}(OH)_{2}\ {\xrightarrow {160^{o}C}}\ U_{2}O_{5}(OH)_{2}+H_{2}O}}}
{\displaystyle {\mathsf {UO_{2}(OH)_{2}\ {\xrightarrow {350-400^{o}C}}\ UO_{3}+H_{2}O}}}
- Реагирует с кислотами:

{\displaystyle {\mathsf {UO_{2}(OH)_{2}+2HCl\ {\xrightarrow {}}\ UO_{2}Cl_{2}+2H_{2}O}}}
- С концентрированными растворами щелочей образует соли диуранаты:

{\displaystyle {\mathsf {2UO_{2}(OH)_{2}+2NaOH\ {\xrightarrow {}}\ Na_{2}U_{2}O_{7}\downarrow +3H_{2}O}}}